# Sasanka hajní

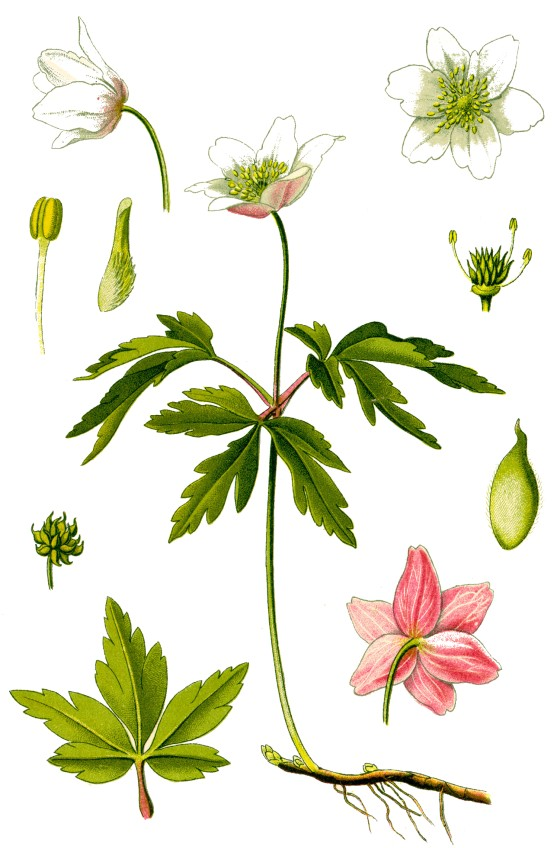

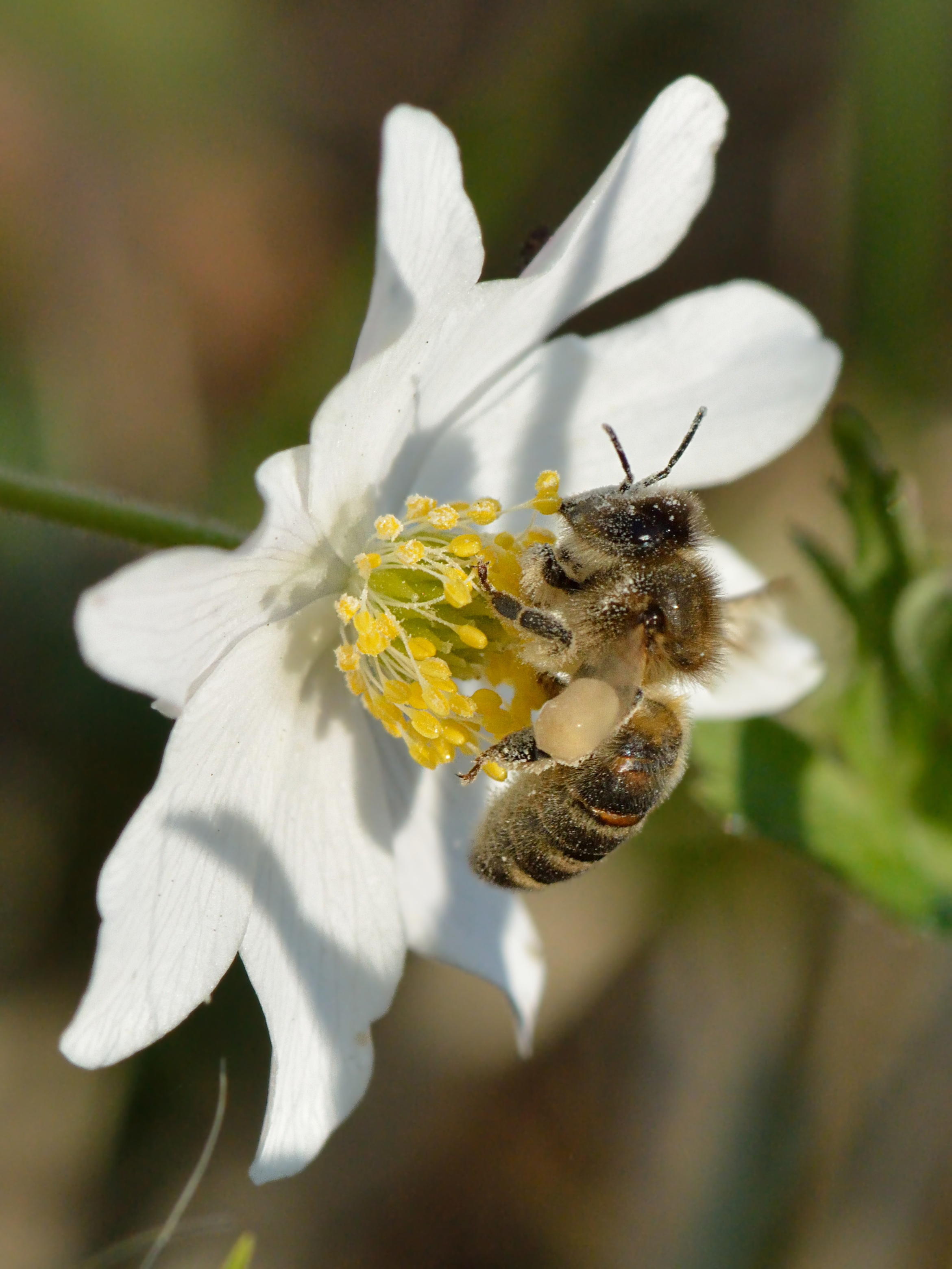

Sasanka hajní (Anemonoides nemorosa, syn. Anemone nemorosa) je rostlina z čeledi pryskyřníkovitých. Sasanka patří k prvním poslům jara, je to vytrvalá bylina, nanejvýš 30 centimetrů vysoká. Charakteristický je pro ni plazivý oddenek a na konci lodyhy zpravidla jeden bílý květ s nejčastěji šesti okvětními lístky. Roste v listnatých lesích, kde je dostatek světla, vysoká vlhkost a silná vrstva humusu.

## Synonyma
Podle biolib.cz je pro druh s označením Anemone nemorosa používáno více rozdílných názvů, například Anemonidium nemorosum, ale byly používány i Anemone nemorosa-alba, Anemone pentaphylla, nebo Anemonoides nemorosa.

## Rozšíření
Roste v Evropě, ve východní Asii zasahuje do oblastí severní Koreje. V oblastech Severní Ameriky oblast rozšíření druhu sahá od Kalifornie až k jihovýchodnímu okraji Aljašky.

### Evropa
V Evropě se vyskytuje na téměř celém území až po Laponsko, s výjimkou některých teplých oblastí jako je Sicílie, Sardinie a Řecko.

### VČesku
Sasanka hajní se vyskytuje prakticky po celém území Česka. Od nížin do podhorských oblastí hojně, v horských polohách roztroušeně až vzácně, nebo chybí (max. asi do 1 000 m n. m.). V ČR se ve vyšších (alpinských) polohách nachází na území Hrubého Jeseníku, v oblasti Keprníku, a na Králickém Sněžníku.

## Morfologické znaky
Oddenek je tmavohnědý až černý. Brzy zjara z něj vyrůstá přízemní list a jednoduchý stonek.
Stonek je nejčastěji 8–25 cm vysoký, lysý nebo roztroušeně chlupatý. Často nafialovělý. Většinou se zde vyskytuje jeden přízemní list.

### List
Přízemní list je dlouze řapíkatý, řapík je většinou chlupatý. Čepel má dlanitě troj- nebo pětičetnou s řapíkatými lístky, v obrysu je široce vejčitá až okrouhlá. Jednotlivé lístky čepele se dají rozdělit na prostřední třídílný a postranní dvojsečné. Všechny jsou hrubě vroubkovaně pilovité až peřenoklané.
V horní třetině stonku se vyskytuje přeslen řapíkatých listenů. Čepel je opět troj- nebo pětičetná, v obrysu mnohoúhelníkovitá. Prostřední listen je tříklaný, postranní jsou pak dvojsečné. Všechny jsou nepravidelně hrubě nebo vroubkovaně pilovité.

### Květ
Sasanka hajní kvete v březnu až květnu. Květní stonek je obvykle jeden, výjimečně bývají dva, povrch květního stonku je ochlupený a v plném rozkvětu je přímý.
Květ miskovitého tvaru má 1,5-4,0 cm v průměru. Okvětních lístků bývá zpravidla 6 (může jich být méně i více). Jsou bílé, někdy z vnější strany růžově naběhlé. Mají souměrný vejčitý tvar. Květ je oboupohlavní, tyčinky jsou krátké (asi 4× kratší než okvětní lístek) a prašníky jsou žluté.

### Plod

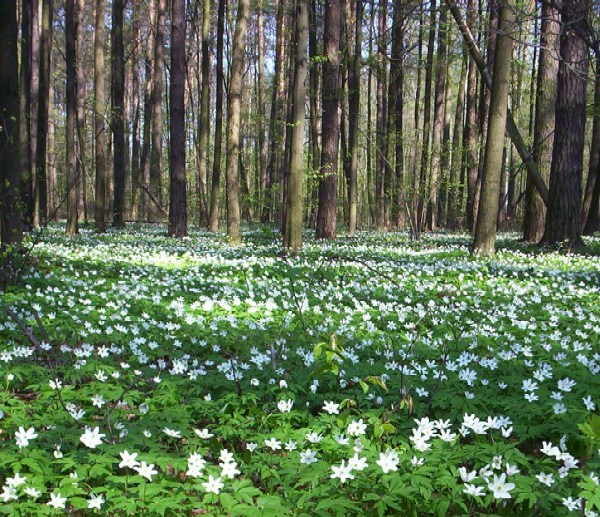
Sasankový porost v listnatém lese

Sasanka hajní patří mezi entomogamní rostliny. Plodem je nažka cca 3–5 mm velká. Ta je nekřídlatá, chlupatá, s krátkým zakřiveným zobánkem, na bázi je často drobné masíčko.

## Ekologie
Sasanku hajní můžeme nalézt v listnatých až smíšených lesích, křovinách, na lesních loukách a pastvinách, také v obhospodařovaných sadech a parcích. Základem pro výskyt jsou kypré, vlhké humózní půdy s dostatkem světla. Tato rostlina tvoří rozsáhlé kobercovité porosty.
Svým květem tvoří součást jarního aspektu lesa, kdy využívá dostatku světla pod ještě neolistěnými stromy. Po dozrání nažek nadzemní část rostliny odumírá.

## Obsahové látky a použití
Čerstvě utržená rostlina je jedovatá. Obsahuje mnoho látek jako jsou glykosidy, saponiny, někdy se uvádí i alkaloidy. Hlavní jedovatou složkou je protoanemonin, který má bakteriostatický účinek na streptokoky a stafylokoky, také působí fungicidně.
Znaky otravy jsou obdobné jako u otravy pryskyřníkem prudkým, tedy zvracení, bolest břicha, průjem, zánět ledvin. Uvádí se, že pro dospělého člověka je smrtelné požití 30 rostlin. Nicméně, více než požití je pravděpodobnější jiný kontakt s jedovatou šťávou. Při přenosu do očí, například při sbírání květů, vyvolává podráždění spojivek, může dojít i k zánětu. Potřísnění kůže šťávou vyvolává záněty nebo zpuchýření, které se špatně hojí.
Otravy byly kromě pasoucího se hovězího dobytka zaznamenány u koní, hrabavé drůbeže a u pasoucích se prasat.
Po usušení jedovatost zčásti mizí. V lidovém léčitelství byla sasanka užívána jako lék proti revmatismu, šťáva z nadzemní části se užívala zevně k léčení puchýřů a kožních chorob nebo do koupelí. Pro nebezpečné vedlejší účinky se však již v léčitelství sasanka nepoužívá.
Jako okrasná květina se používá ve výsadbách na záhony, do skalek, roztroušeně do výsadeb, nebo do skupin. Jsou pěstovány také plnokvěté odrůdy.
V průmyslu se pro toxicitu nepoužívá.

## Množení
Rozmnožuje se generativně, což je však zdlouhavé. Vegetativně jsou množeny kultivary. Vegetativně lze sasanku hajní množit dělením oddenků anebo dělením trsů.

## Variabilita
Je známo asi 40 druhů sasanek. Sasance hajní je nejblíže příbuzná sasanka pryskyřníkovitá (Anemone ranunculoides), která je často zastoupena v jejím porostu. Má nejčastěji žlutozlaté květy s 5 okvětními lístky. V takto smíšeném porostu lze nalézt křížence obou rostlin, který má, často sterilní, sírově žluté květy.

## Choroby a škůdci
Na sasance parazituje houba hlízenka sasanková (Dumontinia tuberosa). 